# Obihiro, Hokkaidō
Obihiro (帯広市 Obihiro-shi) là một thành phố thuộc tỉnh Hokkaidō, Nhật Bản.

## Đại học
- 帯広畜産大学(Obihiro University of Agriculture and Veterinary Medicine)